# نبرد دریاچه حوله (۱۱۵۷)
نبرد دریاچه حوله (انگلیسی: Battle of Lake Huleh) در ژوئن ۱۱۵۷، نبردی بود میان نیروهای صلیبی به رهبری بالدوین سوم پادشاه اورشلیم و نیروهای زنگی به رهبری نورالدین زنگی که با پیروزی زنگیان همراه بود. درحالی که پادشاه و تعداد از نیروهای صلیبی موفق به فرار شدند، بخش اعظمی از نیروهای صلیبی در این نبرد کشته یا اسیر شدند.

## نبرد
نورالدین شهر مستحکم بانیاس در دامنه کوه هرمون را محاصره کرد. در ماه ژوئن، پادشاه بالدوین سوم اورشلیم، ارتش فرانک را جمع‌آوری کرد و به کمک مدافعان رفت. درحالی که بالدوین و شوالیه‌هایش در نزدیکی دریاچه حوله در بالای رود اردن اردو زده بودند، توسط نیروهای تحت فرمان نورالدین غافلگیر شده و شکست خوردند. این عقب نشینی ناشی از «بی‌احتیاطی و عدم هوشیاری معمول بالدوین در هنگام حضور در همسایگی دشمن بود.» بالدوین و سربازان بازمانده‌اش به قلعه مجاور در صفد پناه بردند. تلفات این نبرد برای ارتش بالدوین قابل توجه و گسترده بود. پادشاه بالدوین خود نیز به سختی از خطر اسارت رهایی یافت درحالی که هیو ابلین، برتراند د بلانچفورت و اودو د سن آماند توسط نیروهای نورالدین اسیر شدند. سپس نورالدین گردن اسیران را به طناب کشید و در خیابان‌های دمشق رژه رفت. ابن قلانسی از بسیاری از اسیران صلیبی و سرهای بریده در جشن پیروزی در دمشق نوشته‌است.